# Pseudagrion pacificum
Pseudagrion pacificum är en trollsländeart som beskrevs av Tillyard 1924. Pseudagrion pacificum ingår i släktet Pseudagrion och familjen dammflicksländor. Inga underarter finns listade i Catalogue of Life.